# Харон (митологија)
Харон (грч. Χάρων) је у грчкој митологији Еребов и Никтин син (син Таме и Ноћи). Био је лађар у Хаду; преузимао је преминуле на обали реке Ахерон и преко Стиге и Кокита доводио их пред врата Хада.

## Етимологија
Хароново грчко име Χάρων значи јака светлост.

## Митологија
Харон је превозио мртве душе на другу страну реке Ахерон, али само ако су њихова тела била сахрањена и ако су имали новчић обол да плате његову вожњу, тако да су покојници у Грчкој били сахрањивани с новчићем под језиком. Неки извори кажу да су сахрањивани и са два новчића - један на свакоме капку.
Описиван је као снажан седи старац, рашчупане косе, одевен у прљаве рите. Његов чун је црвен од рђе и он га покреће уз помоћ мотке. Уколико душа мртвог не би, према Хароновој вољи, могла да се отисне са њим у његовом чамцу, остављао би је вековима да чека на обали. Превозио је и живе људе, али само уколико би му показале златну грану. Невољно је примио у свој чун Херакла, Пиритоја и Тезеја, иако су они били божанског порекла.
Душе није превозио у другом смеру, али су ипак изузеци биле Персефона, Орфеј и Психа.
- Вергилије: Енејида

У шестој књизи Вергилијеве Енејиде, Сибила је пратила Енеју до златне гране која је била потребна да би се прешла река. Осим Енеје, исти је пут имао и Орфеј који се вратио жив. Вергилије такође у Енејиди говори да је превозио мртве преко реке Стикс, али остали извори тврде да је река била Ахерон (Данте у Паклу, делу Божанствене комедије) и Паусаније.
- Аристофан: Жабе

Аристофан га у овој комедији описује као мршавог старца који је вређао људе на основу њиховог физичког изгледа.

## Ликовна уметност
У ликовној уметности је приказиван тек од V века п. н. е. у монументалном сликарству и на вазама. Приказиван је као брадати старац одевен у кратку хаљину и са морнарском капом.